# ویکتوریا پون
ویکتوریا پون (به انگلیسی: Victoria Poon) (زادهٔ ۱۲ اکتبر ۱۹۸۴) شناگر اهل کانادا است.